# イム・ウナ
イム・ウナ（任 恩娥、1983年8月17日 - ）は、韓国出身の女子プロゴルファー。韓国・忠清南道出身。血液型A型。

## 来歴
2007年から日本ツアーに参戦し、翌2008年のヴァーナルレディースで初優勝、同年度の賞金獲得順位は9位になった。